# Mont Hongū
Le mont Hongū (本宮山, Hongū-san) est une montagne située à la limite de trois villes de la préfecture d'Aichi : Toyokawa, Okazaki et Shinshiro. Son altitude est de 789 m.

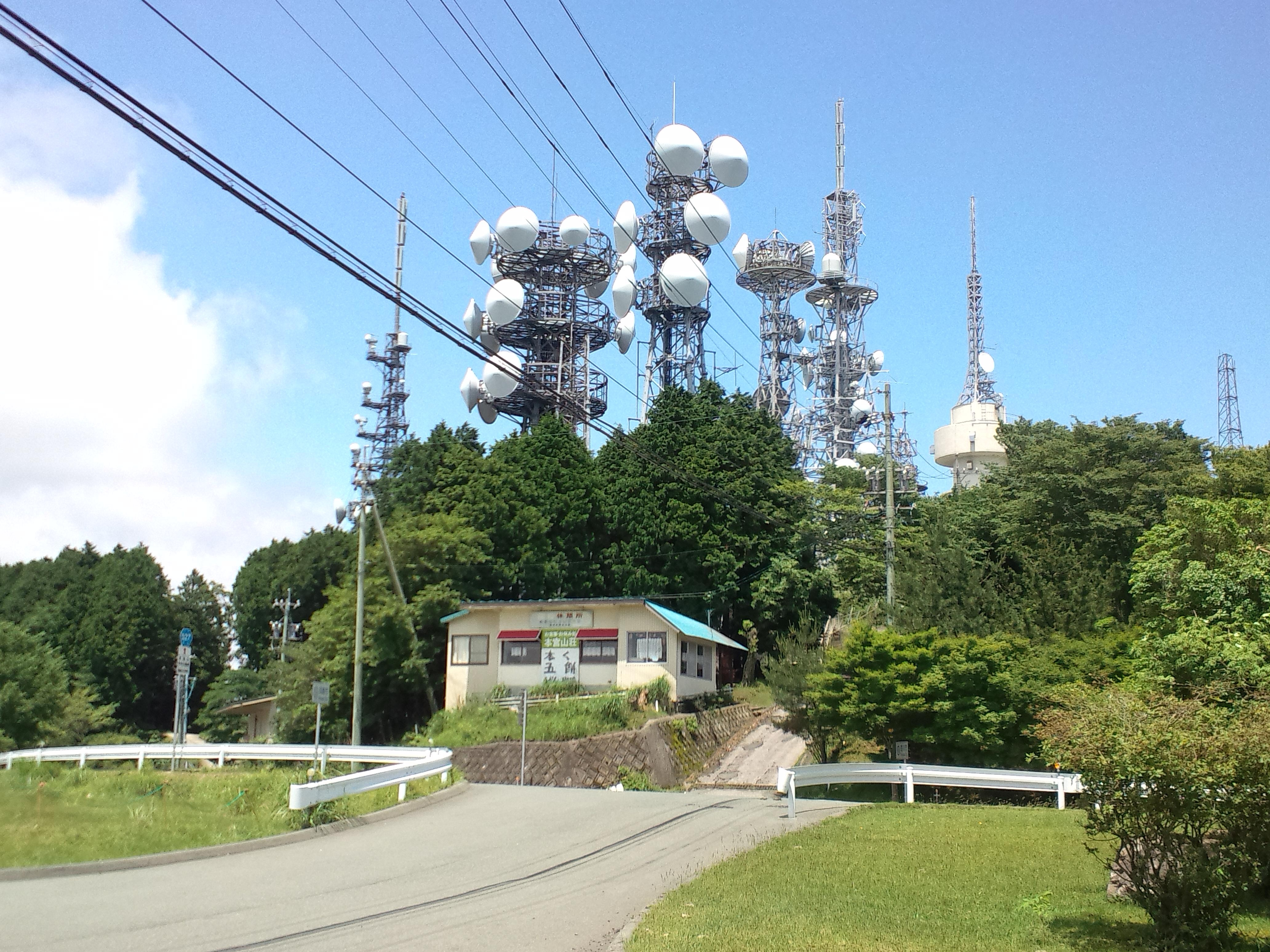
Antennes-relais au sommet du mont Hongū.